# Tragedia de Luzhnikí
Se conoce como la «Tragedia de Luzhnikí» al suceso ocurrido el 20 de octubre de 1982 en el Estadio Central de Moscú (actual Estadio Olímpico de Luzhnikí), en el que 66 aficionados fallecieron como consecuencia de una estampida humana en las gradas. El suceso se produjo en el tramo final del partido entre el Spartak de Moscú y el HFC Haarlem neerlandés, correspondiente a la Copa de la UEFA. A día de hoy está considerada una de las mayores tragedias deportivas de la historia de Rusia y de la Unión Soviética.

## Suceso

### El accidente
El 20 de octubre de 1982, el Spartak de Moscú y el HFC Haarlem disputaron el partido de ida de los dieciseisavos de final de la Copa de la UEFA en el Estadio Central de Lenin, con capacidad para 82 000 espectadores. Durante toda la semana el clima en la capital fue muy desapacible y apenas se vendieron 16 000 localidades, por lo que las autoridades diseñaron un dispositivo de seguridad con tan solo dos graderíos abiertos. No obstante, se permitió que casi todos los hinchas estuviesen concentrados en el fondo más cercano a la estación de metro.
Los moscovitas dominaron el encuentro de principio a fin gracias a un tanto de Edgar Gess en la primera parte. Por esta razón muchos seguidores se marcharon antes de tiempo por la única salida abierta. Sin embargo, el resbalón de una aficionada en las escaleras provocó un efecto dominó que atrapó a centenares de aficionados. La estampida coincidió además con el segundo gol del Spartak en tiempo de descuento, con numerosos seguidores queriendo regresar a las gradas para celebrarlo.
En total fallecieron 66 personas —45 de ellas, adolescentes— y hubo más de 61 heridos de diversa consideración. La mayoría de las muertes se produjeron por asfixia.

### Consecuencias
El dirigente Yuri Andrópov —quien un mes después del suceso asumiría como secretario general de PCUS— impulsó una comisión de investigación para esclarecer lo sucedido. Los únicos condenados fueron el director del estadio, Victor Kokryshev, y el gerente Yuri Panchikhin, ambos con una pena máxima de tres años en la prisión de Butyrka que posteriormente fue amnistiada. Quedaron en libertad los dos investigados restantes, y el papel de la policía soviética no fue revisado.
Un mes más tarde se produjo una tragedia similar en un estadio de hockey sobre hielo de Jabárovsk, con 18 muertos y 100 heridos.
A pesar de la magnitud de lo sucedido, los hechos no trascendieron en su momento en la opinión pública soviética. De hecho, la prensa apenas informó  salvo por una breve nota en el Vechernyaya Moskva, posteriormente traducida por la agencia italiana ANSA. Ni la televisión estatal ni los medios deportivos rusos hablaron de lo ocurrido, mientras que la prensa occidental estimaba entre 30 y 70 fallecidos. Siete años después, en 1989, la política de glásnost propició la desclasificación del informe con el reporte de víctimas oficial. En algunas publicaciones se ha llegado a hablar de hasta 300 muertes, pero dicha cifra nunca ha sido confirmada.
Después de la disolución de la Unión Soviética, el Estadio Olímpico Luzhnikí ha mejorado al punto de recibir la máxima calificación de la UEFA y albergar la final de la Copa Mundial de 2018. En los aledaños hay un monumento erigido por el Spartak que honra a los fallecidos. Y en el vigesimoquinto aniversario de la tragedia, las leyendas del Spartak y del Haarlem disputaron un partido benéfico en su memoria.